# Hradec (okres Plzeň-jih)
Hradec (německy Hradzen) je obec v okrese Plzeň-jih v Plzeňském kraji. Žije zde 620 obyvatel.

## Historie
Předchůdcem vesnice bylo od devátého století hradecké hradiště, na kterém byl v jedenáctém století postaven kostel svatého Vavřince. V blízkosti kostela vzniklo sídliště, které se postupně rozrůstalo směrem k východu. Ve dvanáctém a třináctém století dosáhlo rozlohy asi pěti hektarů a na východě přesahovalo zástavbu novodobé vesnice. Jižně od kostela svatého Jiří bývalo od poloviny desátého století pohřebiště, které se přesouvalo směrem k severu a postupně se změnilo ve zdí obehnaný kostelní hřbitov.
První písemná zmínka o vesnici pochází z roku 1186 a nachází se ve falzu ze třináctého století, kde je uvedena jako majetek kladrubského kláštera. Později vesnici nebo její část daroval král Václav II. chotěšovskému klášteru, v jehož držení byla zmíněna v letech 1284 a 1298. Ve čtrnáctém století ve vsi vzniklo několik drobných zemanských statků, které roku 1352 patřily bratrům Hrochovi, Pernoltovi a Ivanovi. Hroch s Ivanem měli v erbu rybu s kýtou. Někdy v té době snad byla u kostela svatého Jiří postavena tvrz zmiňovaná až do šestnáctého století. Podle Miloslava Bělohlávka však jediná zmínka o tvrzi pochází z roku 1450, kdy ji jako manství od chotěšovského probošta získal do zástavy Jan z Jindřichovic. Tvrz podle něj zanikla koncem patnáctého století.
V roce 1406 došlo u Hradce k bitvě mezi bavorským vojskem Ruprechta Falckého a sedmi tisíci muži pod vedením chotěšovského probošta Sulka, který své vojsko shromáždil na pokyn krále Václava IV.

## Obyvatelstvo
| Rok            | 1869 | 1880 | 1890 | 1900 | 1910 | 1921 | 1930 | 1950 | 1961 | 1970 | 1980 | 1991 | 2001 | 2011 | 2021 |
| -------------- | ---- | ---- | ---- | ---- | ---- | ---- | ---- | ---- | ---- | ---- | ---- | ---- | ---- | ---- | ---- |
| Počet obyvatel | 402  | 490  | 503  | 537  | 555  | 628  | 714  | 546  | 577  | 520  | 475  | 411  | 422  | 526  | 548  |
| Počet domů     | 65   | 69   | 73   | 81   | 91   | 101  | 142  | 153  | 139  | 131  | 129  | 138  | 162  | 174  | 214  |

## Obecní správa
V letech 1961–1990 k obci patřil Lisov.

### Obecní symboly
Znak a vlajka byly obci uděleny rozhodnutím předsedy Poslanecké sněmovny Parlamentu České republiky dne 17. dubna 2009.

## Pamětihodnosti
- Kostel svatého Jiří
- Usedlost čp. 28
- Mohylník, archeologické naleziště
- Rovinné neopevněné sídliště Na Hrobech, archeologické naleziště[zdroj?]
- Fara
- Jihozápadní část obce stojí na ostrožně nad soutokem Radbuzy a Touškovského potoka. V desátém až dvanáctém století v těchto místech stávalo hradecké hradiště s kostelem svatého Vavřince.[12]

## Galerie

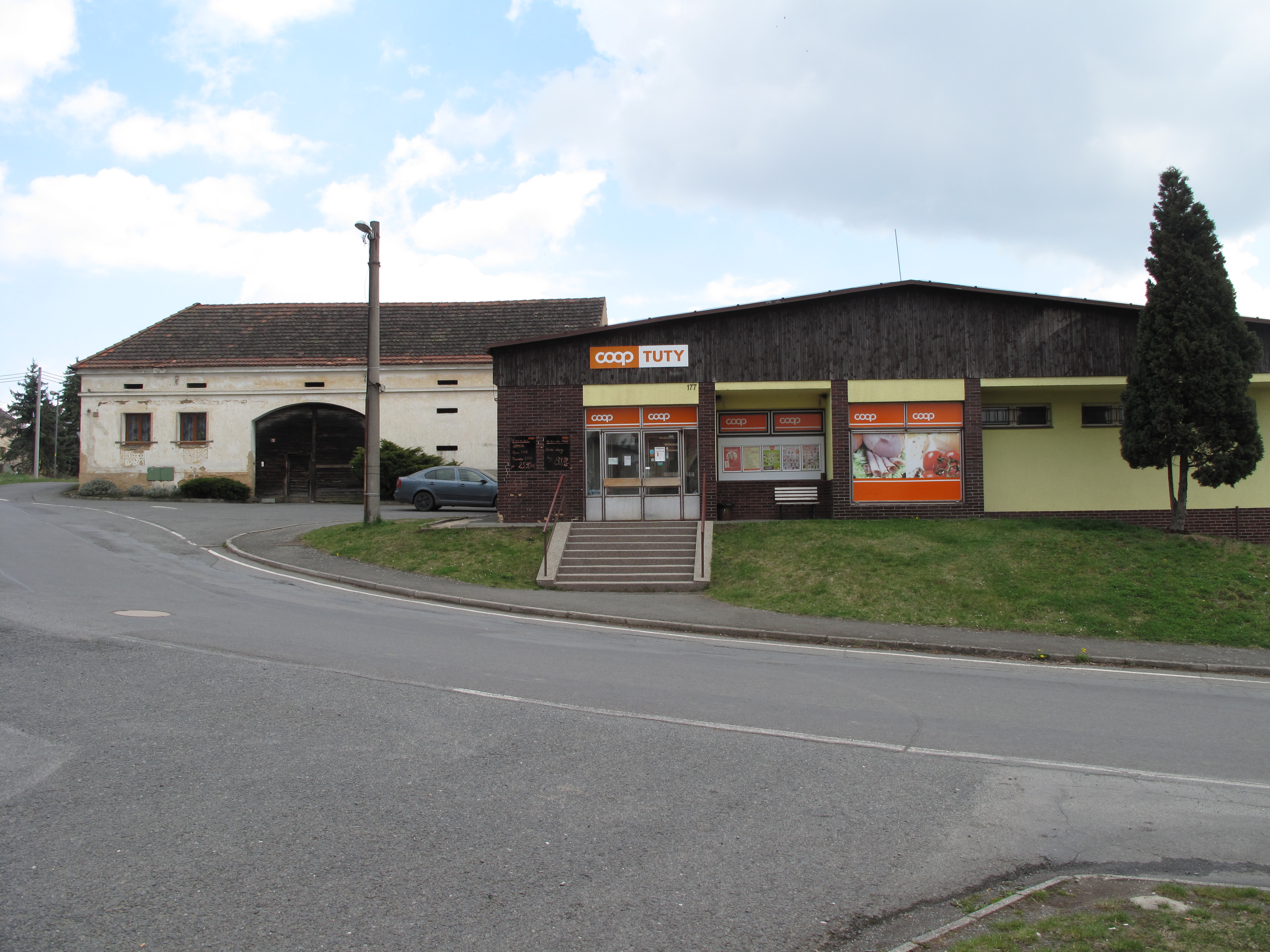
Samoobsluha
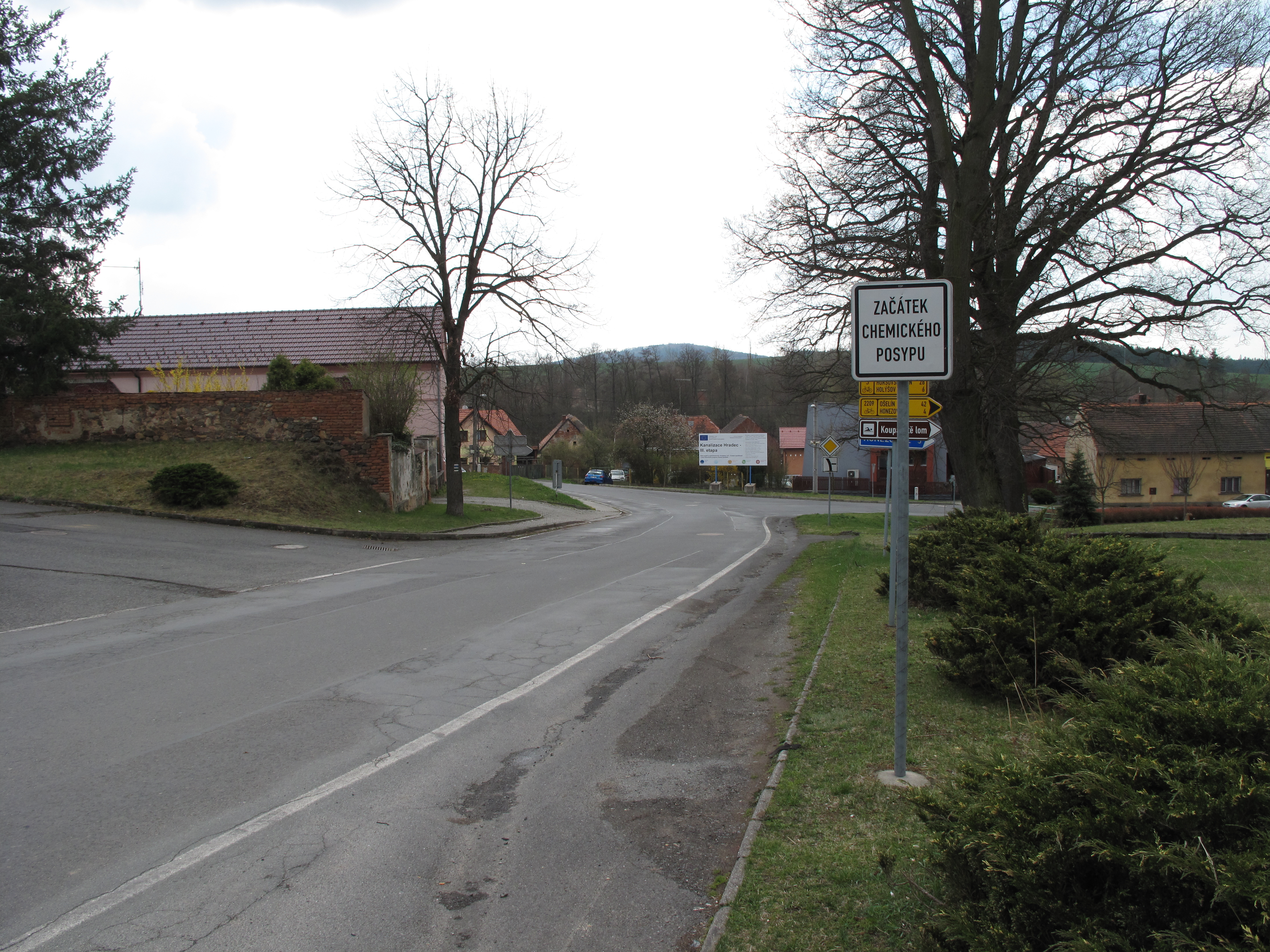
Náves
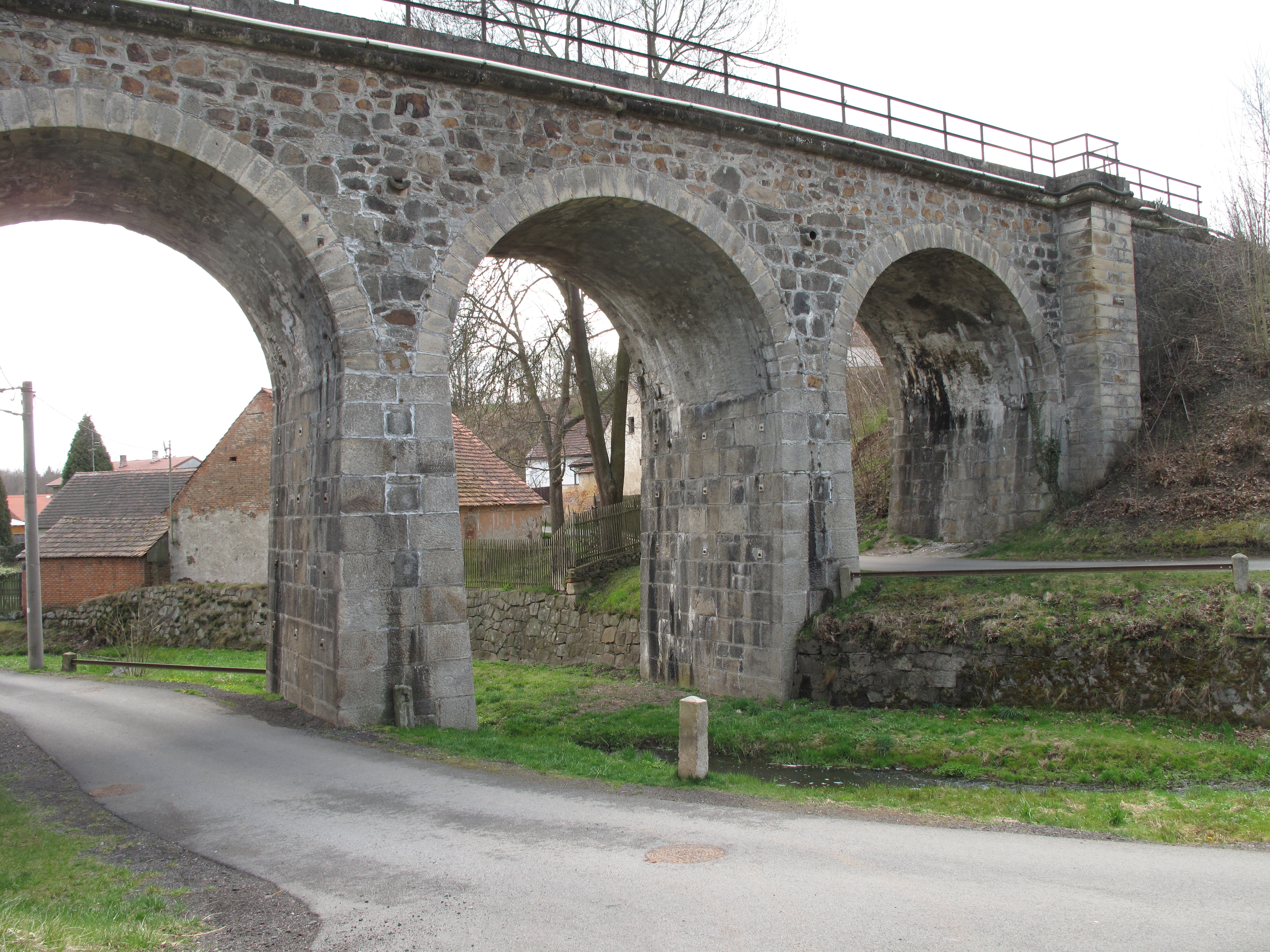
Železniční most
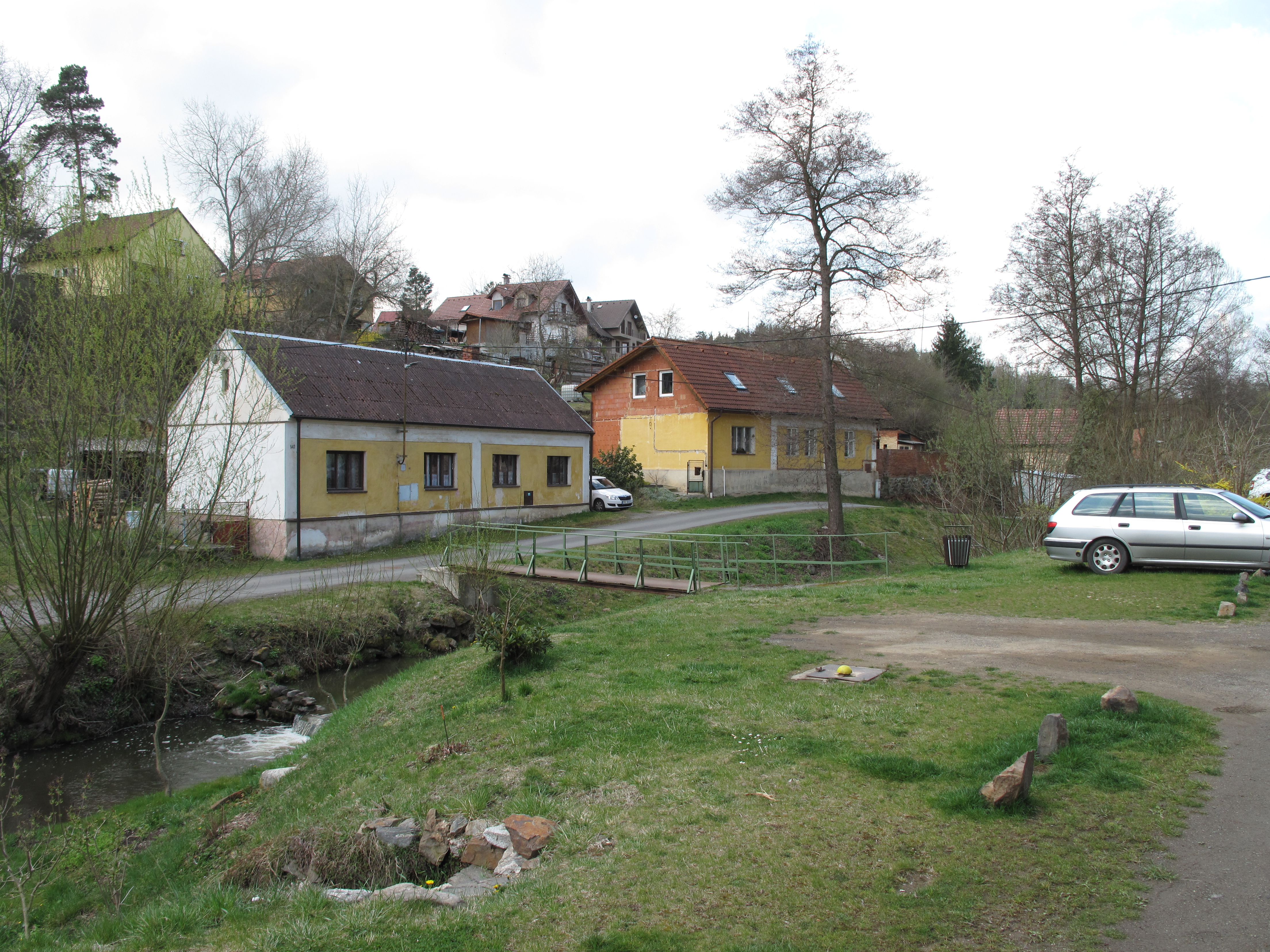
Domy